# Joan Oumari
Joan Oumari, né le 19 août 1988 à Berlin en Allemagne, est un footballeur international libanais qui évolue au poste de défenseur à Sagan Tosu. Il possède la nationalité allemande et il est d’origine Kurde.

## Biographie

### Équipe nationale
Joan Oumari est convoqué pour la première fois par le sélectionneur national Giuseppe Giannini pour un match amical face à la Syrie le 6 septembre 2013. Il entre à la 55e minute à la place de Bilal Najjarin (victoire 2-0). 
Il compte neuf sélections et deux buts avec l'équipe du Liban depuis 2013.

## Palmarès
- Avec le Babelsberg 03 : 
  - Champion de Regionalliga Nord en 2010